# 1re étape du Tour de France 1919
Pour un article plus général, voir Tour de France 1919.
La 1re étape du Tour de France 1919 s'est déroulée le dimanche 29 juin.
Les coureurs s'élancent depuis le pont d'Argenteuil à Paris et rejoignent Le Havre en Seine-Inférieure, au terme d'un parcours de 388 kilomètres.
L'étape est remportée par le coureur belge Jean Rossius mais c'est le Français Henri Pélissier qui prend la tête du classement général en raison d'une pénalité infligée au vainqueur pour avoir porté assistance à un autre coureur.

## Parcours
Les soixante-sept coureurs engagés dans le Tour de France prennent le départ de l'étape au pont d'Argenteuil (entre Gennevilliers et Argenteuil), après un défilé depuis la place de la Concorde à Paris.
Le parcours, vallonné et long de 388 km traverse ensuite les villes d'Amiens, Abbeville, Le Tréport, Dieppe, Fécamp et Étretat, avant l'arrivée au Havre.

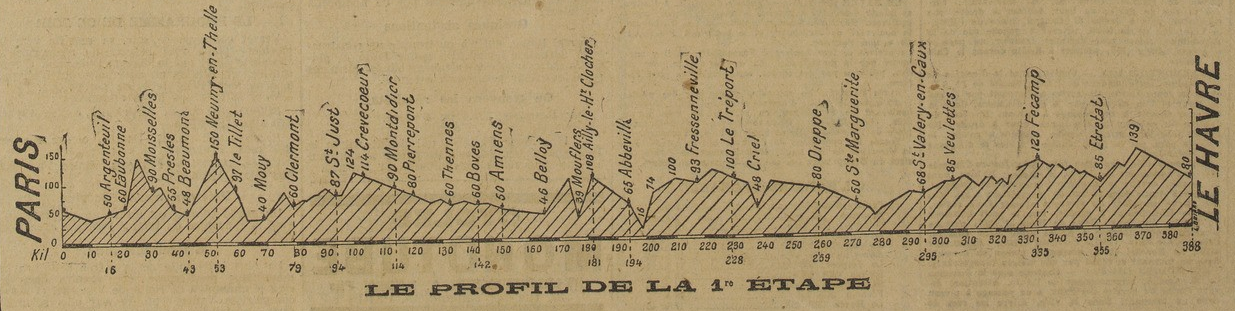
Le profil de la 1e étape paru dans L'Auto le samedi 28 juin 1919.

## Déroulement de la course
Les conditions météorologiques sont exécrables, ce qui provoque de nombreux abandons. Vingt-six coureurs quittent l'épreuve dès ce premier jour de course, dont plusieurs favoris : c'est le cas du double vainqueur de l'épreuve, Philippe Thys, malade,, ou de Hector Heusghem, qui rejoint Le Havre hors délai, en fin de nuit, après avoir été victime de plusieurs incidents techniques. Au Havre, c'est le Belge Jean Rossius qui franchit la ligne d'arrivée le premier, avec 1 min 15 s d'avance sur Henri Pélissier, mais le Belge est pénalisé de trente minutes pour avoir fourni un bidon d'eau à Philippe Thys à hauteur de Veulettes-sur-Mer. C'est donc Pélissier qui prend la tête du classement général. Les écarts sont déjà importants puisque le dixième de l'étape, Firmin Lambot, est à près d'une demi-heure.

## Classements

### Classement de l'étape

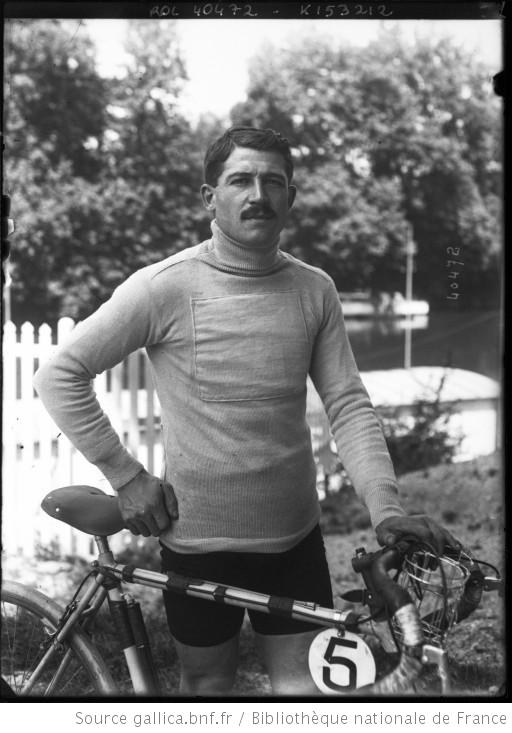
Jean Rossius, vainqueur de l'étape

Quarante-et-un coureurs sont classés.
| \| Classement de l'étape \| Classement de l'étape \| Classement de l'étape \| Classement de l'étape \| Classement de l'étape \| \| Coureur \| Coureur \| Pays \| Équipe \| Temps \| \| --------------------- \| --------------------- \| --------------------- \| --------------------- \| --------------------- \| \| 1er \| Jean Rossius \| Belgique \| La Sportive \| 15 h 56 min 00 s \| \| 2e \| Henri Pélissier \| France \| La Sportive \| + 1 min 15 s \| \| 3e \| Joseph Van Daele \| Belgique \| La Sportive \| + 2 min 10 s \| \| 4e \| Eugène Christophe \| France \| \| + 4 min 51 s \| \| 5e \| Léon Scieur \| Belgique \| La Sportive \| + 9 min 22 s \| \| 6e \| Alfred Steux \| Belgique \| La Sportive \| + 10 min 47 s \| \| 7e \| Lucien Buysse \| Belgique \| \| + 26 min 27 s \| \| 8e \| Hector Tiberghien \| Belgique \| Peugeot-Wolber \| + 26 min 53 s \| \| 9e \| Émile Masson senior \| Belgique \| La Sportive \| + 27 min 53 s \| \| 10e \| Firmin Lambot \| Belgique \| La Sportive \| + 29 min 59 s \| |                     |          |                |                  |
| |                     |          |                |                  |
| Source : « », sur gallica.bnf.fr. |                     |          |                |                  |
| Classement de l'étape |                     |          |                |                  |
| Coureur | Coureur             | Pays     | Équipe         | Temps            |
| 1er | Jean Rossius        | Belgique | La Sportive    | 15 h 56 min 00 s |
| 2e | Henri Pélissier     | France   | La Sportive    | + 1 min 15 s     |
| 3e | Joseph Van Daele    | Belgique | La Sportive    | + 2 min 10 s     |
| 4e | Eugène Christophe   | France   |                | + 4 min 51 s     |
| 5e | Léon Scieur         | Belgique | La Sportive    | + 9 min 22 s     |
| 6e | Alfred Steux        | Belgique | La Sportive    | + 10 min 47 s    |
| 7e | Lucien Buysse       | Belgique |                | + 26 min 27 s    |
| 8e | Hector Tiberghien   | Belgique | Peugeot-Wolber | + 26 min 53 s    |
| 9e | Émile Masson senior | Belgique | La Sportive    | + 27 min 53 s    |
| 10e | Firmin Lambot       | Belgique | La Sportive    | + 29 min 59 s    |

### Classement général à l'issue de l'étape
Vainqueur de l'étape, Jean Rossius reçoit une pénalité de trente minutes pour avoir assisté son compatriote Philippe Thys au cours de l'étape. En conséquence, Henri Pélissier prend la tête du classement général.
| \| Classement général \| Classement général \| Classement général \| Classement général \| Classement général \| \| Coureur \| Coureur \| Pays \| Équipe \| Temps \| \| ------------------ \| ------------------- \| ------------------ \| ------------------ \| ------------------ \| \| 1er \| Henri Pélissier \| France \| La Sportive \| 15 h 57 min 15 s \| \| 2e \| Joseph Van Daele \| Belgique \| La Sportive \| + 55 s \| \| 3e \| Eugène Christophe \| France \| \| + 4 min 26 s \| \| 4e \| Léon Scieur \| Belgique \| La Sportive \| + 8 min 07 s \| \| 5e \| Alfred Steux \| Belgique \| La Sportive \| + 9 min 32 s \| \| 6e \| Lucien Buysse \| Belgique \| \| + 25 min 12 s \| \| 7e \| Hector Tiberghien \| Belgique \| Peugeot-Wolber \| + 25 min 38 s \| \| 8e \| Émile Masson senior \| Belgique \| La Sportive \| + 26 min 38 s \| \| 9e \| Firmin Lambot \| Belgique \| La Sportive \| + 28 min 44 s \| \| 10e \| Jules Masselis \| Belgique \| \| + 52 min 25 s \| |                     |          |                |                  |
| |                     |          |                |                  |
| Source : « », sur gallica.bnf.fr. |                     |          |                |                  |
| Classement général |                     |          |                |                  |
| Coureur | Coureur             | Pays     | Équipe         | Temps            |
| 1er | Henri Pélissier     | France   | La Sportive    | 15 h 57 min 15 s |
| 2e | Joseph Van Daele    | Belgique | La Sportive    | + 55 s           |
| 3e | Eugène Christophe   | France   |                | + 4 min 26 s     |
| 4e | Léon Scieur         | Belgique | La Sportive    | + 8 min 07 s     |
| 5e | Alfred Steux        | Belgique | La Sportive    | + 9 min 32 s     |
| 6e | Lucien Buysse       | Belgique |                | + 25 min 12 s    |
| 7e | Hector Tiberghien   | Belgique | Peugeot-Wolber | + 25 min 38 s    |
| 8e | Émile Masson senior | Belgique | La Sportive    | + 26 min 38 s    |
| 9e | Firmin Lambot       | Belgique | La Sportive    | + 28 min 44 s    |
| 10e | Jules Masselis      | Belgique |                | + 52 min 25 s    |